# Meschio
El Meschio es un río que se encuentra entre las montañas y la llanura veneta. Tiene unos treinta kilómetros de largo y forma parte de la cuenca hidrográfica del río Livenza. 

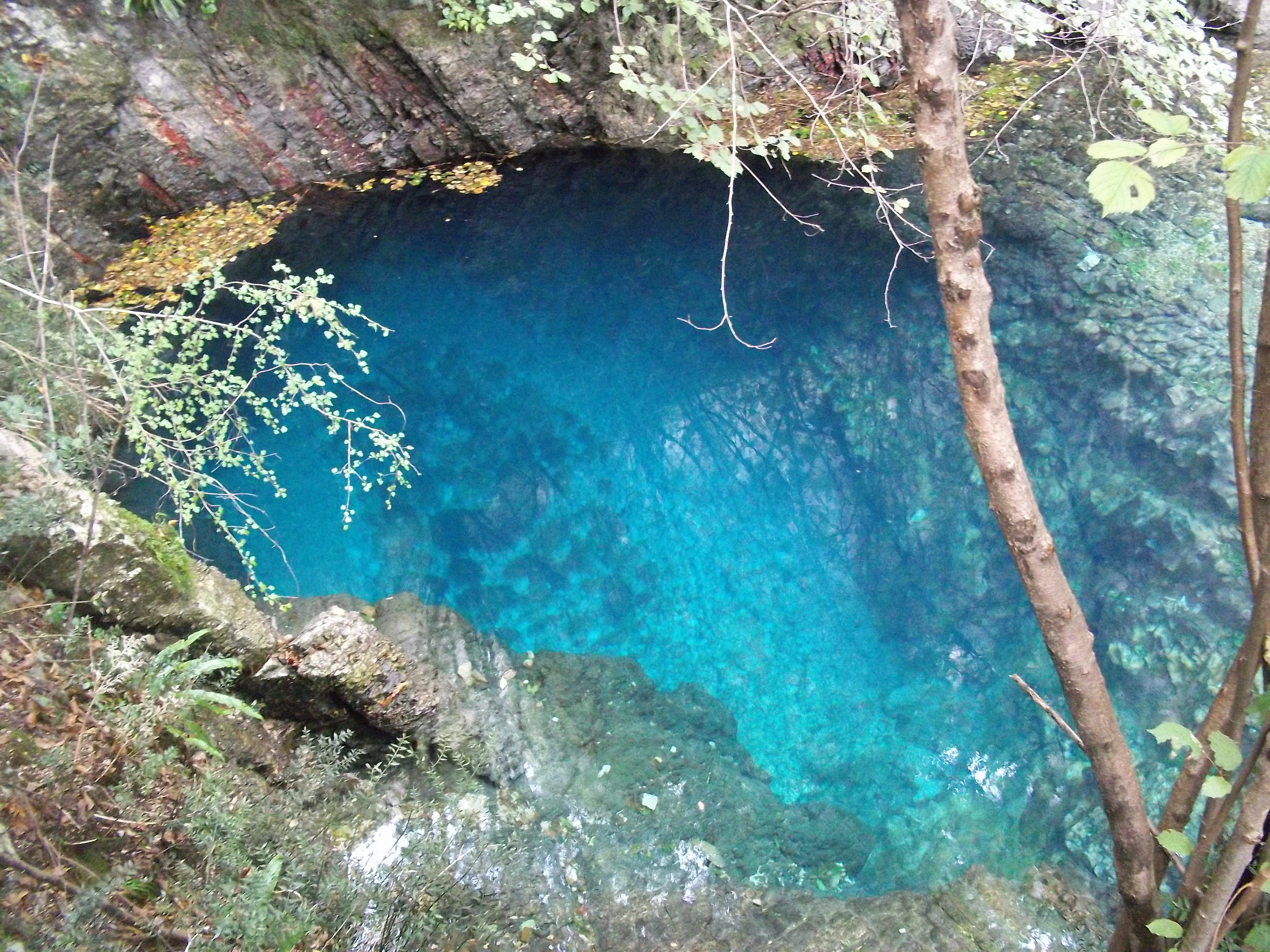
Fuente del río Meschio

Nace en una cuenca debajo del pendiente del Monte Visentin, en la municipalidad de Vittorio Veneto, en la localidad llamada Savassa, y serpentea su siguiente curso entre las municipalidades de la Sinistra Piave (a la inzquierda del río Piave) cruzando, en su breve recorrido hacia el sur, las municipalidades de Colle Umberto y Cordignano. Al final desemboca en el río Livenza, que marca el confín con la región Friul-Venecia Julia, poco lejos de la ciudad de Sacile.
A lo largo del Meschio surgió el centro histórico de Serravalle (Vittorio Veneto), que en la Edad Media llegó a ser famoso por la producción de armas que utilizaba propio las aguas de este río para templar las hojas. En la época contemporánea, el río ha entregado fuerza motriz a las numerosas industrias pequeñas de la lana y de la seda que surgierón a lo largo de su curso y cuyas estructuras aún caracterizan el paisaje.

## Otros proyectos
- Wikimedia Commons contiene imágenes u otros archivos sobre el río Meschio